# Osmiopsis
Osmiopsis es un género monotípico de plantas de la familia de las asteráceas. Su única especie, Osmiopsis plumeri, es originaria de Haití.

## Taxonomía
Osmiopsis plumeri fue descrita por  (Urb. & Ekman) R.M.King & H.Rob.  y publicado en Phytologia 32: 251. 1975.
Sinonimia
- Chromolaena plumeri (Urb. & Ekman) R.M.King & H.Rob.
- Eupatorium plumerii Urb. & Ekman basónimo[4]